# Lhota (district de Prague-Est)
Pour les articles homonymes, voir Lhota.
Lhota (auparavant : Lhota nad Labem, Lhota u Staré Boleslavi ou Lhota u Dřís) est une commune du district de Prague-Est, dans la région de Bohême-Centrale, en République tchèque. Sa population s'élevait à 483 habitants en 2020.

## Géographie
Lhota se trouve à 6 km au nord de Brandýs nad Labem-Stará Boleslav et à 24 km au nord-est du centre de Prague.
La commune est limitée par Dřísy au nord-ouest et au nord, par Sudovo Hlavno au nord, par Hlavenec à l'est, par Brandýs nad Labem-Stará Boleslav au sud, et par Borek et Křenek à l'ouest.

## Histoire
La première mention écrite de la localité date de 1332. La commune a fait partie du district de Mělník jusqu'en 2007 puis a été rattachée au district de Prague-Est.

## Transports
Par la route, Lhota se trouve à 7 km de Brandýs nad Labem-Stará Boleslav et à 36 km du centre de Prague.